# La Herradura, San Luis Potosí
La Herradura är en ort i Mexiko.   Den ligger i kommunen Xilitla och delstaten San Luis Potosí, i den centrala delen av landet, 220 km norr om huvudstaden Mexico City. La Herradura ligger 100 meter över havet och antalet invånare är 1 249.
Terrängen runt La Herradura är huvudsakligen kuperad, men åt nordväst är den bergig. Runt La Herradura är det tätbefolkat, med 427 invånare per kvadratkilometer. Närmaste större samhälle är Xilitla, 7,5 km sydväst om La Herradura. I omgivningarna runt La Herradura växer huvudsakligen savannskog.